# Regione del Kilimangiaro
La regione del Kilimangiaro (Mkoa wa Kilimanjaro) è una regione della Tanzania nordorientale. Ha capitale Moshi e prende il nome dal monte omonimo. 

## Distretti
La regione è divisa amministrativamente nei seguenti distretti:
1. Hai (240 999)
2. Moshi rurale (535 803)
3. Moshi urbano (221 733)
4. Mwanga (148 763)
5. Rombo (275 314)
6. Same (300 303)
7. Siha (139 019)

(tra parentese la popolazione al censimento del 2022)